# Mayday Festival
Pour les articles homonymes, voir Mayday (homonymie).
Le Mayday festival est un festival de musique créé en 2016, à Talence (Gironde), qui se poursuit (depuis 2018) sous une forme associative. Le festival a pour projet de donner accès à la culture à toutes et à tous (raison pour laquelle l'entrée est gratuite) ainsi que de sensibiliser aux transitions environnementales et sociétales.
Le festival se positionne comme chef de file d'un événementiel plus responsable, notamment en se dotant d'une charte générale d'engagements et en publiant son bilan carbone.
Sa dernière édition a eu lieu les 17 et 18 mai 2024, sur le campus de Talence de l'université de Bordeaux.

## Historique
Initialement porté par l'Université de Bordeaux, le Mayday Festival est organisé depuis 2018 par l'association étudiante M-Tech.
Constituée d'une vingtaine d'étudiants bénévoles, l'équipe organisatrice se mobilise chaque année pour assurer la programmation artistique, la recherche de partenariats, la communication, la logistique et la gestion des aspects techniques et sécuritaires du festival. Au fil des éditions, le festival a grandi en ampleur, passant d'une à deux journées de concerts et d'animations, et accueillant un public de plus en plus nombreux (environ 18 000 festivaliers en 2024).

## Programmation musicale
Le Mayday Festival propose une programmation musicale éclectique. Des artistes émergents de la scène locale et nationale se produisent sur les deux scènes du festival,  offrant un panorama de styles variés :
- En 2024 : Do Not Do, Ekograal, Elephanz, Jaïa Rose, Ô Fantasme, Prateorian, Radio Bato, BillX, Mandarine, Manudigital, Mosmoz, O'Sisters, Polrael, Will Be[7],[8].

- En 2023 : Highlight Tribe, LauCarré, Kalika, Inflow Band, Sans Interdit, Youthstar X Miscellaneous, Amandine[9].

- En 2019 : Disiz La Peste, Tha Trickaz, INÜIT, FORM, Coline, La Meute Cosmique, Noone.

## Animations
Au-delà des concerts, le Mayday Festival propose un large éventail d'animations pour sensibiliser le public aux enjeux environnementaux et sociétaux : 
- Village de solutions : Stands d'associations locales œuvrant dans le domaine social et environnemental[10].
- Friperie solidaire : Récolte de vêtements toute l'année sur les campus.
- Table ronde : Échange avec des personnalités engagées (en 2024 : Timothée Duverger, Victoria Guillomon et Merem Tahar).
- Goûter caritatif : En partenariat avec des associations talençaises.

- Spectacles vivants : Performances artistiques en partenariat avec l'université Bordeaux Montaigne.
- Exposition photo.

## Financement
Le festival, gratuit pour le public, est financé par un ensemble de ressources :
- Subventions : apports financiers des universités Bordelaises, de services déconcentrés de l'Etat, de collectivités territoriales, et d'autres établissements publics.
- Partenariats : soutien financier ou matériel d'entreprises privées et d'associations locales.
- Dons : contributions de particuliers et d'organisations.

- Recettes propres : revenus générés par la vente de nourriture et de boissons sur le site du festival.

|                         | 2024       |
| ----------------------- | ---------- |
| Dépenses totales        | 150 529,90 |
| Recettes totales        | 151 906,12 |
| dont chiffre d'affaires | 58 366,72  |
| dont subventions        | 93 444,60  |
| Résultat net            | + 1 376,22 |

## Direction
| Portrait                                                              | Identité                           | Période        | Période | Durée |
| Portrait                                                              | Identité                           | Début          | Fin     | Durée |
| --------------------------------------------------------------------- | ---------------------------------- | -------------- | ------- | ----- |
| Sacha Duperret en 2023.                                               | Sacha Duperret (d) (né en 2002)    | septembre 2022 |         |       |
| Louis Delignac en 2024 à Talence.                                     | Louis Delignac (d) (né en 2002)    | août 2023      |         |       |
| Baptiste Royau lors d'une conférence en 2023, à Talence.              | Baptiste Royau (d) (né en 2001)    | août 2023      |         |       |
| Pas de portrait sous licence libre disponible pour Aurélien Gauthier. | Aurélien Gauthier (d) (né en 1999) | août 2023      |         |       |